# HK Binokor Tachkent
Le HK Binokor Tachkent est un club de hockey sur glace de Tachkent en Ouzbékistan.

## Historique
Le club est créé en 1971. En 1975, le club évolue en troisième division soviétique, mais il n'y reste qu'une saison puisque, dès l'année suivante, il intègre la Pervaya Liga. Le Binokor restera dans cette division jusqu'en 1987 avec quelques passages en troisième division. Durant la presque totalité de son passage dans les hauts échelons soviétiques, le club a comme gardien de but un joueur originaire de la ville, Ilmir Karimov. Leur pire année fut d'ailleurs celle où Karimov jouait pour le Sibir Novossibirsk en Superliga. À la suite de la dissolution de l'U.R.S.S., le club disparait des radars. Cependant, en 2013, l'Ouzbékistan tente de ranimer le hockey sur glace et réintroduit une ligue dont le Binokor fera partie. Ce sera sans succès. La seule saison de la ligue n'aura que deux matchs disputés par équipe. Le Binokor sera est défait par le Bars Tachkent dans son premier match, mais bat le Bely Madvedi Tachkent dans le second. Le Binokor finira deuxième derrière le Bars. Cependant, plus récemment, il a été annoncé que le Binokor pourrait rejoindre la KHL aussi tôt qu'en 2018. Tout de fois, cette possibilité est peut réaliste puisque l'intégration de l'équipe à la ligue est dépendante à la construction du Humo Arena et le stade est prévu d'être complété à la toute fin de 2018 et donc l'intégration pourrait arriver au plus tôt pour la saison 2019-2020.
Lorsque le championnat ouzbek redémarre en 2019, le Binokor finit encore une fois deuxième de la saison régulière derrière le Humo Tachkent. Durant les séries éliminatoires, il atteint la finale, mais est défait par le Semurg Tachkent.

## Saison par saison
| Ligue        | Saison    | PJ | V  | D  | N  | DP | Rang | BP  | BC, |
| URSS 3       | 1975-1976 | 52 | 37 | 10 | 5  | -  | 1    | 248 | 126 |
| Pervaya Liga | 1976-1977 | 52 | 17 | 27 | 8  | -  | 10   | 159 | 216 |
| Pervaya Liga | 1977-1978 | 52 | 30 | 16 | 6  | -  | 4    | 235 | 185 |
| Pervaya Liga | 1978-1979 | 60 | 31 | 19 | 10 | -  | 5    | 262 | 227 |
| Pervaya Liga | 1979-1980 | 60 | 25 | 30 | 5  | -  | 10   | 228 | 233 |
| Pervaya Liga | 1980-1981 | 60 | 32 | 22 | 6  | -  | 7    | 286 | 221 |
| Pervaya Liga | 1981-1982 | 60 | 28 | 19 | 13 | -  | 7    | 244 | 196 |
| Pervaya Liga | 1982-1983 | 60 | 24 | 27 | 9  | -  | 9    | 324 | 247 |
| Pervaya Liga | 1983-1984 | 60 | 5  | 51 | 4  | -  | 16   | 157 | 348 |
| URSS 3       | 1984-1985 | 54 | 40 | 10 | 4  | -  | 1    | 284 | 169 |
| Pervaya Liga | 1985-1986 | 36 | 14 | 20 | 2  | -  | 6    | 117 | 148 |
| Pervaya Liga | 1986-1987 | 36 | 10 | 23 | 3  | -  | 8    | 125 | 170 |
| URSS 3       | 1987-1988 | 36 | 12 | 18 | 6  | -  | 18   | 122 | 154 |
| Ouzbékistan  | 2013      | 2  | 1  | 1  | -  | 0  | 2    | 10  | 9   |
| Ouzbékistan  | 2019      | 12 | 5  | 5  | -  | 4  | 2    | 49  | 42  |